# Fry’s Electronics
Fry’s Electronics — американская розничная торговая сеть, специализирующаяся на продаже программного обеспечения, бытовой техники и компьютерного оборудования, а также на производстве и ремонте компьютеров и бытовой электроники. Первый магазин был открыт в 1985 году в Саннивейле, В 2019 году сеть состояла из 34 супермаркетов, на сегодня - работает 31. Штаб-квартира компании находится в Сан-Хосе.

## История
В 1972 году Чарльз Фрай продал свою сеть супермаркетов Fry’s Supermarkets (ныне Fry’s Food & Drug Stores) в Калифорнии компании Save Mart Supermarkets за 14 млн долларов. 1 млн он передал своим сыновьям: Джону, Вилльяму и Дэвиду, ни один из которых не был заинтересован в продуктовом бизнесе. В 1985 году братья совместно с Кэтрин Колдер, бывшей девушкой Джона, открыли первый магазин бытовой электроники Fry’s Electronics на 1900 м2 в городке Саннивейл, Калифорния. В 1996 году Fry's выкупили 6 убыточных магазинов RadioShack.
Сегодня, несмотря на схожий логотип, Fry’s Food & Drug Stores является независимой компанией под управлением американской сети супермаркетов Kroger.
24 февраля 2021 года компания прекратила свою деятельность и приступила к закрытию всех своих 31 магазина в 9 штатах после почти 36 лет работы. Причинами назывались изменения в розничной индустрии и проблемы, связанные с пандемией Covid-19.
2 апреля 2021 года Fry's Electronics инициировала процедуру банкротства в соответствии с законодательством штата Калифорния.